# L'Homme fragile
L'Homme fragile és una pel·lícula francesa dirigida per Claire Clouzot i estrenada el 1981.

## Argument
Henri és un corrector de diari, de classe mitjana d'ideologia esquerrana, divorciat i pare d'un fill, que comença a mostrar signes d'envelliment i de pèrdua d'identitat, inicia una relació amorosa amb Cécile, una companya de feina.

## Repartiment
- Richard Berry : Henri
- Françoise Lebrun : Cécile
- Didier Sauvegrain : Michel
- Catherine Cauwet : Odile
- Sandrine Kljajic : Katia
- Louise Latraverse : Luce
- Catherine Gandois : Aline
- Jacques Serres : Mezailles
- Albert Dray : Java
- Isabelle Sadoyan : Luguette
- Jean Lanier : Luguet

## Recepció
Va participar en la secció Forum del 32è Festival Internacional de Cinema de Berlín i a la secció de Nous realitzadors del Festival Internacional de Cinema de Sant Sebastià 1981.